# Höckerige Kammmuschel
Die Höckerige Kammmuschel (Talochlamys pusio) (syn.: Chlamys distorta und Hinnites distorta) ist eine Muschel-Art aus der Familie der Kammmuscheln (Pectinidae).

## Merkmale
Die ungleichklappigen Gehäuse werden bis zu 50 Millimeter groß (hoch). Bis zur permanenter Anheftung und Zementierung an einem Festgrund ist das Gehäuse eiförmig mit einem vergleichsweise kleinen umbonalen Wirbel von 82 bis 90°. Bis zum Beginn der Zementierung sind die Gehäuse 10 bis 20 Millimeter groß (hoch). Die rechte Klappe ist etwas stärker gewölbt als die linke Klappe. Die vorderen Ohren sind größer und länger als die hinteren Ohren. Das vordere Ohr der rechten Klappe besitzt einen tiefen Schlitz für den Byssus. Das Ctenolium ist gut entwickelt. Nach der Zementierung am Festgrund wächst das Gehäuse unregelmäßig weiter. Die Byssuserzeugung wird eingestellt.
Die Schale ist dick und festschalig. Die Ornamentierung (vor der Zementierung) besteht aus zahlreichen, dünnen, radialen Rippen, die sich mit zunehmendem Wachstum auf etwa 50 vermehren. Die Rippen sind ungleich in der Stärke, sekundär eingeschaltete Rippen sind schmaler. Daraus ergibt sich das Bild alternierend starker Rippen am Gehäuserand. Nach der Zementierung vermehrt sich die Anzahl der Rippen weiter bis auf etwa 70. Die Rippen werden zum völlig unregelmäßigen Gehäuserand hin ebenfalls unregelmäßiger. Die Rippen sind mit feinen Dornen besetzt. Die Ohren weisen ebenfalls radiale Rippen auf, die oft mit großen Schuppen besetzt sind. Die Farbe variiert von weiß über gelb zu rotbraun, mit Mustern aus Punkten, Flecken und Zickzacks.

## Geographische Verbreitung, Lebensraum und Lebensweise
Das Verbreitungsgebiet der Höckerigen Kammmuschel reicht von Norwegen und Island bis nach Nordafrika und in das Mittelmeer.
Talochlamys pusio kommt vom Gezeitenbereich bis in etwa 100 Meter Wassertiefe vor (nach Fritz Nordsieck bis in 2285 Meter Wassertiefe). Die juvenilen Tiere sind zunächst mit Byssusfäden an Hartsubstraten angeheftet. Später wird die rechte Klappe an den Festgrund anzementiert und die Byssusverbindung gelöst.

## Taxonomie
Das Taxon wurde 1758 von Carl von Linné als Ostrea pusio aufgestellt. Sie wurde früher auch zu den Gattungen Hinnites, Pecten oder Crassadoma gestellt. Heute wird die Art allgemein der Gattung Talochlamys Iredale, 1929 zugeordnet. Die MolluscaBase führt einige Synonyme auf: Chlamys distorta (da Costa, 1778), ?Hinnites megadesma Coen, 1930, Ostrea miniata Born, 1778, Ostrea sinuosa Gmelin, 1791, Pecten crotilus Reeve, 1853, Pecten irregularis Deshayes, 1832, Pecten isabellae MacGillivray, 1843, Pecten senticosus Jeffreys, 1879 und Pecten spinosus Brown, 1827.

## Belege

### Online
- Marine Bivalve Shells of the British Isles: Talochlamys pusio (Linnaeus, 1758) (Website des National Museum Wales, Department of Natural Sciences, Cardiff)